# Атлантида (фільм, 2017)
«Атлантида» (англ. Cold Skin, кат. La pell freda) — іспансько-французький науково-фантастичний фільм трилер 2017 року, поставлений режисером Ксав'є Жансом за романом каталонського письменника Альберта Санчеса Піньйоля «Холодна шкіра» .
Слоган фільму: «Відкрий таємницю загубленої цивілізації».

## Сюжет
Напередодні Першої світової війни. Метеоролог Френд (Девід Оукс) після тривалої морської подорожі висаджується на безлюдний самотній острів далеко від цивілізованого світу за Полярним колом. Фреду запропонували цілий рік спостерігати за погодою на цьому Богом забутому місці майже наодинці. Єдиний сусід метеоролога на острові — дивний непривітний доглядач маяка Грюнер (Рей Стівенсон), який навіть не зустрів його на пірсі. Та й сам маяк не схожий на доброзичливий. Навкруги тільки скелі, величезний океан, невеликий будиночок, самотність і тиша. Френд досить швидко розуміє, що його єдиний співрозмовник щось приховує. Та його манера спілкування і відсутність чемної посмішки видаються останньою дрібницею, коли настає ніч. З моря на сушу піднімаються небачені істоти. Налаштовані вони вкрай вороже, і якщо вірити Грюнерові, війну проти людей ведуть жителі забутої всіма Атлантиди.

## У ролях
| • Рей Стівенсон | … | Грюнер                         |
| • Девід Оукс    | … | Друг                           |
| • Аура Гаррідо  | … | Анеріс                         |
| • Вінслов Івакі | … | сенегалець                     |
| • Джон Бенфілд  | … | капітан Аксель                 |
| • Бен Темпле    | … | флотський посадовець           |
| • Іван Гонсалес | … | новий посадовець служби погоди |
| • Алехандро Род | … | португалець                    |

## Знімальна група
- Автор сценарію — Хесус Олмо, Ерон Шиан за романом Альберта Санчеса Піньйоля «Холодна шкіра» (2002)
- Режисер-постановник — Ксав'є Жанс
- Продюсери — Марк Альбела, Деніс О'Делл
- Виконавчі продюсери — Доло Маган, Хосе Маган, Грегуа Меллін, Деніс Педрегоза, Орландо Педрегоса
- Асоційовані продюсери — Грегуар Генсоллен, Жорді Рока Аґут
- Співпродюсери — Фредерік Бовіс, Люсетт Лежо
- Оператор — Данієль Араньйо
- Композитор — Віктор Рейєс
- Художник-постановник — Гіль Паррондо
- Художник по костюмах — Тетяна Ернандес
- Художник-декоратор — Мані Мартінес
- Артдиректор — Оскар Семпере